# Mary Mulenga
Mary Mulenga (* 11. April 1998) ist eine sambische Fußballspielerin.

## Karriere

### Klub
Sie spielt derzeit für den Red Arrows FC.

### Nationalmannschaft
Mit der sambischen U17 nahm sie an der Weltmeisterschaft 2014 teil und kam hier bei einer Partie zum Einsatz.
Bei der sambischen A-Nationalmannschaft hatte sie ihr Debüt am 9. November 2020 bei einer 0:1-Niederlage gegen Malawi bei der COSAFA Women’s Championship 2020.
Am 3. Juli 2023 wurde sie für den Kader der Mannschaft bei der Weltmeisterschaft 2023 nominiert.